# 1382
Portal Geschichte | Portal Biografien | Aktuelle Ereignisse | Jahreskalender | Tagesartikel

◄ |
13. Jahrhundert |
14. Jahrhundert
| 15. Jahrhundert | ►

◄ |
1350er |
1360er |
1370er |
1380er
| 1390er | 1400er | 1410er | ►

◄◄ |
◄ |
1378 |
1379 |
1380 |
1381 |
1382
| 1383 | 1384 | 1385 | 1386 | ► | ►►
Staatsoberhäupter  · Nekrolog
| Januar | Januar | Januar | Januar | Januar | Januar | Januar | Januar |
| Kw     | Mo     | Di     | Mi     | Do     | Fr     | Sa     | So     |
| 1      |        |        | 1      | 2      | 3      | 4      | 5      |
| 2      | 6      | 7      | 8      | 9      | 10     | 11     | 12     |
| 3      | 13     | 14     | 15     | 16     | 17     | 18     | 19     |
| 4      | 20     | 21     | 22     | 23     | 24     | 25     | 26     |
| 5      | 27     | 28     | 29     | 30     | 31     |        |        |
| ------ | ------ | ------ | ------ | ------ | ------ | ------ | ------ |

| Februar | Februar | Februar | Februar | Februar | Februar | Februar | Februar |
| Kw      | Mo      | Di      | Mi      | Do      | Fr      | Sa      | So      |
| 5       |         |         |         |         |         | 1       | 2       |
| 6       | 3       | 4       | 5       | 6       | 7       | 8       | 9       |
| 7       | 10      | 11      | 12      | 13      | 14      | 15      | 16      |
| 8       | 17      | 18      | 19      | 20      | 21      | 22      | 23      |
| 9       | 24      | 25      | 26      | 27      | 28      |         |         |
| ------- | ------- | ------- | ------- | ------- | ------- | ------- | ------- |

| März | März | März | März | März | März | März | März |
| Kw   | Mo   | Di   | Mi   | Do   | Fr   | Sa   | So   |
| 9    |      |      |      |      |      | 1    | 2    |
| 10   | 3    | 4    | 5    | 6    | 7    | 8    | 9    |
| 11   | 10   | 11   | 12   | 13   | 14   | 15   | 16   |
| 12   | 17   | 18   | 19   | 20   | 21   | 22   | 23   |
| 13   | 24   | 25   | 26   | 27   | 28   | 29   | 30   |
| 14   | 31   |      |      |      |      |      |      |
| ---- | ---- | ---- | ---- | ---- | ---- | ---- | ---- |

| April | April | April | April | April | April | April | April |
| Kw    | Mo    | Di    | Mi    | Do    | Fr    | Sa    | So    |
| 14    |       | 1     | 2     | 3     | 4     | 5     | 6     |
| 15    | 7     | 8     | 9     | 10    | 11    | 12    | 13    |
| 16    | 14    | 15    | 16    | 17    | 18    | 19    | 20    |
| 17    | 21    | 22    | 23    | 24    | 25    | 26    | 27    |
| 18    | 28    | 29    | 30    |       |       |       |       |
| ----- | ----- | ----- | ----- | ----- | ----- | ----- | ----- |

| Mai | Mai | Mai | Mai | Mai | Mai | Mai | Mai |
| Kw  | Mo  | Di  | Mi  | Do  | Fr  | Sa  | So  |
| 18  |     |     |     | 1   | 2   | 3   | 4   |
| 19  | 5   | 6   | 7   | 8   | 9   | 10  | 11  |
| 20  | 12  | 13  | 14  | 15  | 16  | 17  | 18  |
| 21  | 19  | 20  | 21  | 22  | 23  | 24  | 25  |
| 22  | 26  | 27  | 28  | 29  | 30  | 31  |     |
| --- | --- | --- | --- | --- | --- | --- | --- |

| Juni | Juni | Juni | Juni | Juni | Juni | Juni | Juni |
| Kw   | Mo   | Di   | Mi   | Do   | Fr   | Sa   | So   |
| 22   |      |      |      |      |      |      | 1    |
| 23   | 2    | 3    | 4    | 5    | 6    | 7    | 8    |
| 24   | 9    | 10   | 11   | 12   | 13   | 14   | 15   |
| 25   | 16   | 17   | 18   | 19   | 20   | 21   | 22   |
| 26   | 23   | 24   | 25   | 26   | 27   | 28   | 29   |
| 27   | 30   |      |      |      |      |      |      |
| ---- | ---- | ---- | ---- | ---- | ---- | ---- | ---- |

| Juli | Juli | Juli | Juli | Juli | Juli | Juli | Juli |
| Kw   | Mo   | Di   | Mi   | Do   | Fr   | Sa   | So   |
| 27   |      | 1    | 2    | 3    | 4    | 5    | 6    |
| 28   | 7    | 8    | 9    | 10   | 11   | 12   | 13   |
| 29   | 14   | 15   | 16   | 17   | 18   | 19   | 20   |
| 30   | 21   | 22   | 23   | 24   | 25   | 26   | 27   |
| 31   | 28   | 29   | 30   | 31   |      |      |      |
| ---- | ---- | ---- | ---- | ---- | ---- | ---- | ---- |

| August | August | August | August | August | August | August | August |
| Kw     | Mo     | Di     | Mi     | Do     | Fr     | Sa     | So     |
| 31     |        |        |        |        | 1      | 2      | 3      |
| 32     | 4      | 5      | 6      | 7      | 8      | 9      | 10     |
| 33     | 11     | 12     | 13     | 14     | 15     | 16     | 17     |
| 34     | 18     | 19     | 20     | 21     | 22     | 23     | 24     |
| 35     | 25     | 26     | 27     | 28     | 29     | 30     | 31     |
| ------ | ------ | ------ | ------ | ------ | ------ | ------ | ------ |

| September | September | September | September | September | September | September | September |
| Kw        | Mo        | Di        | Mi        | Do        | Fr        | Sa        | So        |
| 36        | 1         | 2         | 3         | 4         | 5         | 6         | 7         |
| 37        | 8         | 9         | 10        | 11        | 12        | 13        | 14        |
| 38        | 15        | 16        | 17        | 18        | 19        | 20        | 21        |
| 39        | 22        | 23        | 24        | 25        | 26        | 27        | 28        |
| 40        | 29        | 30        |           |           |           |           |           |
| --------- | --------- | --------- | --------- | --------- | --------- | --------- | --------- |

| Oktober | Oktober | Oktober | Oktober | Oktober | Oktober | Oktober | Oktober |
| Kw      | Mo      | Di      | Mi      | Do      | Fr      | Sa      | So      |
| 40      |         |         | 1       | 2       | 3       | 4       | 5       |
| 41      | 6       | 7       | 8       | 9       | 10      | 11      | 12      |
| 42      | 13      | 14      | 15      | 16      | 17      | 18      | 19      |
| 43      | 20      | 21      | 22      | 23      | 24      | 25      | 26      |
| 44      | 27      | 28      | 29      | 30      | 31      |         |         |
| ------- | ------- | ------- | ------- | ------- | ------- | ------- | ------- |

| November | November | November | November | November | November | November | November |
| Kw       | Mo       | Di       | Mi       | Do       | Fr       | Sa       | So       |
| 44       |          |          |          |          |          | 1        | 2        |
| 45       | 3        | 4        | 5        | 6        | 7        | 8        | 9        |
| 46       | 10       | 11       | 12       | 13       | 14       | 15       | 16       |
| 47       | 17       | 18       | 19       | 20       | 21       | 22       | 23       |
| 48       | 24       | 25       | 26       | 27       | 28       | 29       | 30       |
| -------- | -------- | -------- | -------- | -------- | -------- | -------- | -------- |

| Dezember | Dezember | Dezember | Dezember | Dezember | Dezember | Dezember | Dezember |
| Kw       | Mo       | Di       | Mi       | Do       | Fr       | Sa       | So       |
| 49       | 1        | 2        | 3        | 4        | 5        | 6        | 7        |
| 50       | 8        | 9        | 10       | 11       | 12       | 13       | 14       |
| 51       | 15       | 16       | 17       | 18       | 19       | 20       | 21       |
| 52       | 22       | 23       | 24       | 25       | 26       | 27       | 28       |
| 1        | 29       | 30       | 31       |          |          |          |          |
| -------- | -------- | -------- | -------- | -------- | -------- | -------- | -------- |

| Januar | Januar | Januar | Januar | Januar | Januar | Januar | Januar |
| Kw     | Mo     | Di     | Mi     | Do     | Fr     | Sa     | So     |
| 1      |        |        | 1      | 2      | 3      | 4      | 5      |
| 2      | 6      | 7      | 8      | 9      | 10     | 11     | 12     |
| 3      | 13     | 14     | 15     | 16     | 17     | 18     | 19     |
| 4      | 20     | 21     | 22     | 23     | 24     | 25     | 26     |
| 5      | 27     | 28     | 29     | 30     | 31     |        |        |
| ------ | ------ | ------ | ------ | ------ | ------ | ------ | ------ |

| Februar | Februar | Februar | Februar | Februar | Februar | Februar | Februar |
| Kw      | Mo      | Di      | Mi      | Do      | Fr      | Sa      | So      |
| 5       |         |         |         |         |         | 1       | 2       |
| 6       | 3       | 4       | 5       | 6       | 7       | 8       | 9       |
| 7       | 10      | 11      | 12      | 13      | 14      | 15      | 16      |
| 8       | 17      | 18      | 19      | 20      | 21      | 22      | 23      |
| 9       | 24      | 25      | 26      | 27      | 28      |         |         |
| ------- | ------- | ------- | ------- | ------- | ------- | ------- | ------- |

| März | März | März | März | März | März | März | März |
| Kw   | Mo   | Di   | Mi   | Do   | Fr   | Sa   | So   |
| 9    |      |      |      |      |      | 1    | 2    |
| 10   | 3    | 4    | 5    | 6    | 7    | 8    | 9    |
| 11   | 10   | 11   | 12   | 13   | 14   | 15   | 16   |
| 12   | 17   | 18   | 19   | 20   | 21   | 22   | 23   |
| 13   | 24   | 25   | 26   | 27   | 28   | 29   | 30   |
| 14   | 31   |      |      |      |      |      |      |
| ---- | ---- | ---- | ---- | ---- | ---- | ---- | ---- |

| April | April | April | April | April | April | April | April |
| Kw    | Mo    | Di    | Mi    | Do    | Fr    | Sa    | So    |
| 14    |       | 1     | 2     | 3     | 4     | 5     | 6     |
| 15    | 7     | 8     | 9     | 10    | 11    | 12    | 13    |
| 16    | 14    | 15    | 16    | 17    | 18    | 19    | 20    |
| 17    | 21    | 22    | 23    | 24    | 25    | 26    | 27    |
| 18    | 28    | 29    | 30    |       |       |       |       |
| ----- | ----- | ----- | ----- | ----- | ----- | ----- | ----- |

| Mai | Mai | Mai | Mai | Mai | Mai | Mai | Mai |
| Kw  | Mo  | Di  | Mi  | Do  | Fr  | Sa  | So  |
| 18  |     |     |     | 1   | 2   | 3   | 4   |
| 19  | 5   | 6   | 7   | 8   | 9   | 10  | 11  |
| 20  | 12  | 13  | 14  | 15  | 16  | 17  | 18  |
| 21  | 19  | 20  | 21  | 22  | 23  | 24  | 25  |
| 22  | 26  | 27  | 28  | 29  | 30  | 31  |     |
| --- | --- | --- | --- | --- | --- | --- | --- |

| Juni | Juni | Juni | Juni | Juni | Juni | Juni | Juni |
| Kw   | Mo   | Di   | Mi   | Do   | Fr   | Sa   | So   |
| 22   |      |      |      |      |      |      | 1    |
| 23   | 2    | 3    | 4    | 5    | 6    | 7    | 8    |
| 24   | 9    | 10   | 11   | 12   | 13   | 14   | 15   |
| 25   | 16   | 17   | 18   | 19   | 20   | 21   | 22   |
| 26   | 23   | 24   | 25   | 26   | 27   | 28   | 29   |
| 27   | 30   |      |      |      |      |      |      |
| ---- | ---- | ---- | ---- | ---- | ---- | ---- | ---- |

| Juli | Juli | Juli | Juli | Juli | Juli | Juli | Juli |
| Kw   | Mo   | Di   | Mi   | Do   | Fr   | Sa   | So   |
| 27   |      | 1    | 2    | 3    | 4    | 5    | 6    |
| 28   | 7    | 8    | 9    | 10   | 11   | 12   | 13   |
| 29   | 14   | 15   | 16   | 17   | 18   | 19   | 20   |
| 30   | 21   | 22   | 23   | 24   | 25   | 26   | 27   |
| 31   | 28   | 29   | 30   | 31   |      |      |      |
| ---- | ---- | ---- | ---- | ---- | ---- | ---- | ---- |

| August | August | August | August | August | August | August | August |
| Kw     | Mo     | Di     | Mi     | Do     | Fr     | Sa     | So     |
| 31     |        |        |        |        | 1      | 2      | 3      |
| 32     | 4      | 5      | 6      | 7      | 8      | 9      | 10     |
| 33     | 11     | 12     | 13     | 14     | 15     | 16     | 17     |
| 34     | 18     | 19     | 20     | 21     | 22     | 23     | 24     |
| 35     | 25     | 26     | 27     | 28     | 29     | 30     | 31     |
| ------ | ------ | ------ | ------ | ------ | ------ | ------ | ------ |

| September | September | September | September | September | September | September | September |
| Kw        | Mo        | Di        | Mi        | Do        | Fr        | Sa        | So        |
| 36        | 1         | 2         | 3         | 4         | 5         | 6         | 7         |
| 37        | 8         | 9         | 10        | 11        | 12        | 13        | 14        |
| 38        | 15        | 16        | 17        | 18        | 19        | 20        | 21        |
| 39        | 22        | 23        | 24        | 25        | 26        | 27        | 28        |
| 40        | 29        | 30        |           |           |           |           |           |
| --------- | --------- | --------- | --------- | --------- | --------- | --------- | --------- |

| Oktober | Oktober | Oktober | Oktober | Oktober | Oktober | Oktober | Oktober |
| Kw      | Mo      | Di      | Mi      | Do      | Fr      | Sa      | So      |
| 40      |         |         | 1       | 2       | 3       | 4       | 5       |
| 41      | 6       | 7       | 8       | 9       | 10      | 11      | 12      |
| 42      | 13      | 14      | 15      | 16      | 17      | 18      | 19      |
| 43      | 20      | 21      | 22      | 23      | 24      | 25      | 26      |
| 44      | 27      | 28      | 29      | 30      | 31      |         |         |
| ------- | ------- | ------- | ------- | ------- | ------- | ------- | ------- |

| November | November | November | November | November | November | November | November |
| Kw       | Mo       | Di       | Mi       | Do       | Fr       | Sa       | So       |
| 44       |          |          |          |          |          | 1        | 2        |
| 45       | 3        | 4        | 5        | 6        | 7        | 8        | 9        |
| 46       | 10       | 11       | 12       | 13       | 14       | 15       | 16       |
| 47       | 17       | 18       | 19       | 20       | 21       | 22       | 23       |
| 48       | 24       | 25       | 26       | 27       | 28       | 29       | 30       |
| -------- | -------- | -------- | -------- | -------- | -------- | -------- | -------- |

| Dezember | Dezember | Dezember | Dezember | Dezember | Dezember | Dezember | Dezember |
| Kw       | Mo       | Di       | Mi       | Do       | Fr       | Sa       | So       |
| 49       | 1        | 2        | 3        | 4        | 5        | 6        | 7        |
| 50       | 8        | 9        | 10       | 11       | 12       | 13       | 14       |
| 51       | 15       | 16       | 17       | 18       | 19       | 20       | 21       |
| 52       | 22       | 23       | 24       | 25       | 26       | 27       | 28       |
| 1        | 29       | 30       | 31       |          |          |          |          |
| -------- | -------- | -------- | -------- | -------- | -------- | -------- | -------- |

## Ereignisse

### Politik und Weltgeschehen

#### Flandern/Frankreich

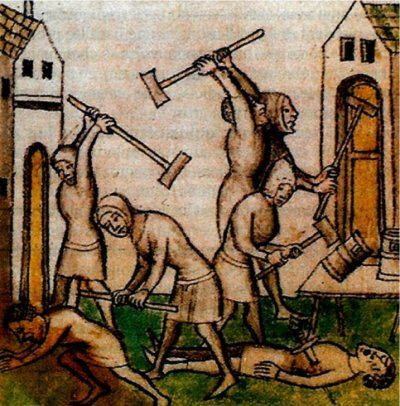
Aufstand der Maillotins in Paris (zeitgenössische Darstellung)

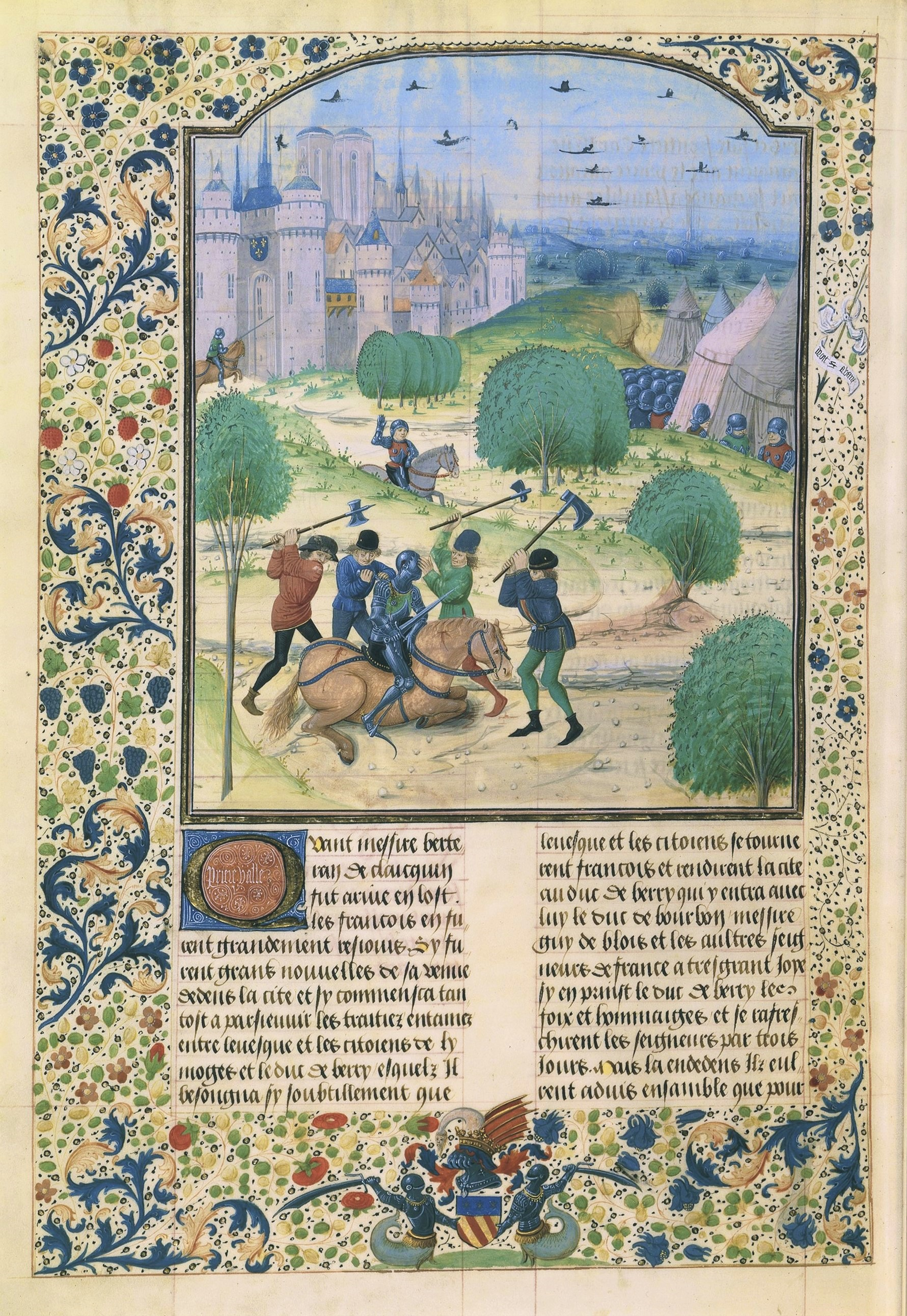
Ein Ritter wird von aufständischen Bauern erschlagen (Jean Froissart)

- 1. März: In Paris bricht der Aufstand der Maillotins gegen die Regierung der Herzöge aus. Die Aufständischen plündern das Rathaus und verschiedene Stadthäuser wohlhabender Bürger. Auch in Rouen kommt es zu Aufständen. Die Notabeln können den Aufstand nur durch die Zahlung einer Geldsumme beenden.
- 2. Mai: Ein aufständisches Heer flandrischer Zünfte aus Gent unter Philipp van Artevelde besiegt ein flandrisches Ritterheer unter Ludwig II. von Flandern vernichtend. Brügge und Ypern schließen sich daraufhin den Aufständischen an. Ludwig wird aus Flandern vertrieben. Mit der Unterstützung seines Schwiegersohns Philipp II. von Burgund sucht er Hilfe in Frankreich.
- 27. November: Die flandrischen Städte unterliegen in der Schlacht bei Roosebeke einem von König Karl VI. ausgesandten französischen Ritterheer, das der künftige Erbe Flanderns, Philipp II. von Burgund, unterstützt. Philipp van Artevelde kommt in der Schlacht ums Leben.

#### Iberische Halbinsel
- Nach dem Sieg über die portugiesische Flotte in der Seeschlacht vor Saltés Mitte des Vorjahres segelt Fernando Sánchez de Tovar mit der kastilischen Flotte nach Lissabon, das im dritten Ferdinandinischer Krieg von Land und See her belagert wird. Gleichzeitig kommt es in der Stadt zu Reibereien zwischen dem portugiesischen Heer Ferdinands I. und seinen englischen Verbündeten unter John of Gaunt, die immer wieder portugiesischen Besitz plündern, ohne von ihren Befehlshabern daran gehindert zu werden.

#### Heiliges Römisches Reich
- Andrea Contarini stirbt am 5. Juni. Er war erste Doge von Venedig, dem von Staats wegen eine Leichenrede gehalten wird. Zu seinem Nachfolger wird Michele Morosini gewählt, der allerdings nach nur vier Monaten im Amt, am 15. Oktober, so wie weitere 19.000 Menschen der Pest zum Opfer fällt. Neuer Doge wird Ende des Jahres Antonio Venier. Die Nachricht von seiner Wahl erreicht ihn auf der Insel Kreta, wo er für die Republik tätig ist. Bei seiner Ankunft wird er am Lido feierlich mit dem Bucintoro abgeholt. Seine Wahl wird nach zeitgenössischen Angaben ein ganzes Jahr lang mit Festen, Bällen, Regatten und Stierkämpfen gefeiert.
- 13. Juni: Ringgenberger Handel
- 30. September: Triest, das sich seit 180 Jahren im Konflikt mit der Republik Venedig befindet, stellt sich unter die Schutzherrschaft des Habsburgers Leopold III., des Herzogs von Krain.

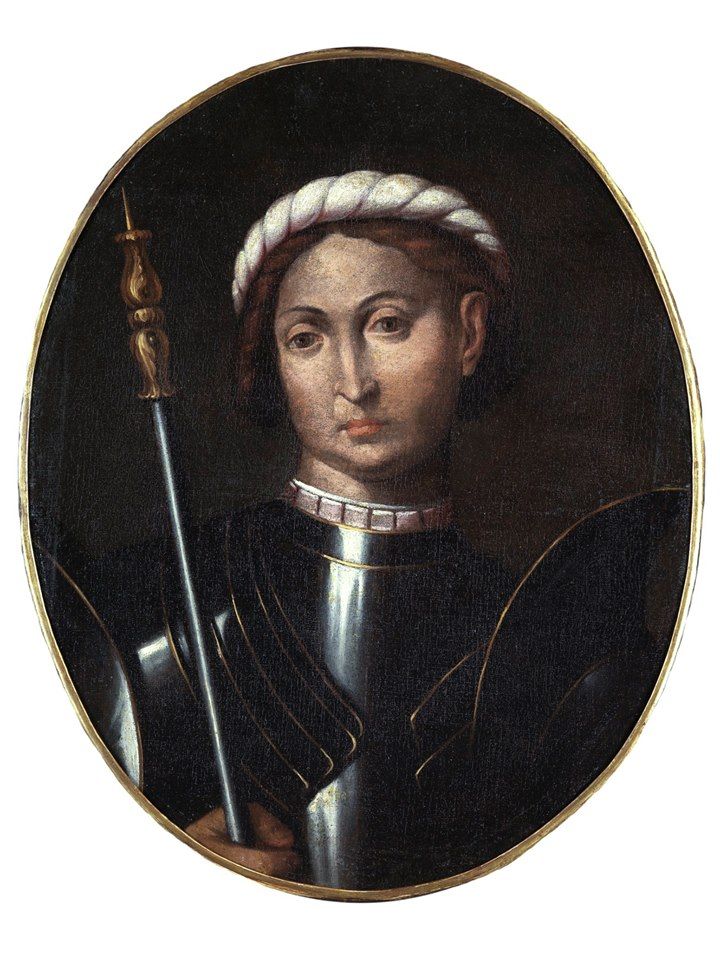
Francesco I. Gonzaga

- 4. Oktober: Nach dem Tod von Luigi II. Gonzaga wird sein Sohn Francesco I. Gonzaga Graf von Mantua.
- 13. November: Ein Jahr nach dem Tod Friedrichs des Strengen, Markgraf von Meißen und Landgraf von Thüringen, entschließen sich die fünf Erben der wettinischen Länder zu einer Landesteilung. In der Chemnitzer Teilung erhält Balthasar, Bruder des Verstorbenen, große Teile der Landgrafschaft Thüringen, Wilhelm I. der Einäugige, der zweite Bruder, erhält die Markgrafschaft Meißen. Die minderjährigen Söhne Friedrich, Wilhelm II. und Georg, erhalten das Osterland, Landsberg, Pleißnerland, Orlamünde, Kahla, Jena und Naumburg (Saale), bis 1390 unter Vormundschaft ihrer Mutter Katharina von Henneberg. Freiberg bleibt unter gemeinsamer Verwaltung.

#### Mittel- und Osteuropa
- 10. September: Nach dem Tod Ludwigs von Anjou können seine Tochter Maria und ihr Mann Sigismund von Luxemburg sich zunächst die ungarische Königskrone sichern und streben auch die Herrschaft über Polen und damit eine Fortsetzung der Personalunion an. Der polnische Adel verweigert sich jedoch und fordert auf mehreren Versammlungen, dass die zukünftige Königin ständig in Polen zu leben habe. Dadurch bleibt für den polnischen Königsthron nur Marias Schwester Hedwig übrig.

#### Urkundliche Ersterwähnungen
- Der Ort Gadmen im Schweizer Kanton Bern wird erstmals urkundlich erwähnt.

### Gesellschaft
- In Frankfurt am Main wird die Stubengesellschaft Zum Frauenstein gegründet.

### Katastrophen
- In Venedig bricht die Pest aus, der innerhalb kurzer Zeit 19.000 Menschen zum Opfer fallen, unter ihnen der Doge Michele Morosini.

## Geboren

### Geburtsdatum gesichert
- 21. Mai: Edward Hastings, englischer Ritter († 1438)

### Genaues Geburtsdatum unbekannt
- Niccolò d’Acciapaccio, italienischer Kardinal der Katholischen Kirche († 1447)
- Alexios IV., Kaiser von Trapezunt († 1429)
- Lope de Barrientos, spanischer Kleriker († 1469)
- Friedrich IV., Herzog von Tirol († 1439)
- Günther II. von Schwarzburg, Erzbischof von Magdeburg († 1445)
- Jean I., Seigneur von Monaco († 1454)
- Johan II. van Montfoort, Adeliger († 1448)
- Johann I., Graf von Foix († 1436)
- Johannes von Indersdorf, Augustiner-Chorherr und Propst († 1470)
- Ngorchen Künga Sangpo, Person des tibetischen Buddhismus († 1456)
- Wilhelm, Graf von Ravensberg und Fürstbischof von Paderborn († 1428)

## Gestorben

### Todesdatum gesichert
- 03. Januar: Marco Visconti, Mitherrscher von Mailand und Statthalter von Parma (* 1353)
- 05. Januar: Philippa Plantagenet, englische Adelige (* 1355)
- 17. Januar: Elisabeth von Bayern, Herrin von Parma (* 1361)
- 17. Februar: Ludwig von Meißen, Erzbischof und Kurfürst von Mainz, Erzbischof von Magdeburg (* 1341)
- 27. Februar: Walter Leslie, schottischer Adeliger und Ritter (* um 1320)
- 24. März: William Zouche, englischer Adeliger (* um 1317)
- 29. März: Elisabeth von Namur, Kurfürstin von der Pfalz (* um 1330)
- 05. April: Janusz Suchywilk, Kanzler des Königreichs Polen und Erzbischof von Gnesen (* 1310)
- 09. Mai: Margarete von Frankreich, Gräfin von Flandern, Gräfin von Artois und Freigräfin von Burgund (* um 1312)
- 12. Mai: Johanna I., Königin von Neapel und Gräfin der Provence, Königin von Jerusalem und Sizilien (* um 1326)
- 05. Juni: Andrea Contarini, Doge von Venedig (* 1300/1302)
- 18. Juni: Rulman Merswin, Kaufmann und geistlicher Schriftsteller (* 1307)
- 24. Juni: Winrich von Kniprode, Hochmeister des Deutschen Ordens (* um 1310)
- 11. Juli: Nikolaus von Oresme, französischer Bischof, Naturwissenschaftler und Philosoph (* vor 1330)
- 15. August: Renoul de Monteruc, Kardinal der katholischen Kirche (* um 1351)
- 10. September: Ludwig I., König von Ungarn, Kroatien und Polen (* 1326)
- 14. September: Heinrich, Herzog von Oppeln und Falkenberg (* um 1340)
- 07. Oktober: Johann von Vienne, Bischof von Basel und Metz, Erzbischof von Besançon
- 13. Oktober: Peter II., König von Zypern (* um 1357)

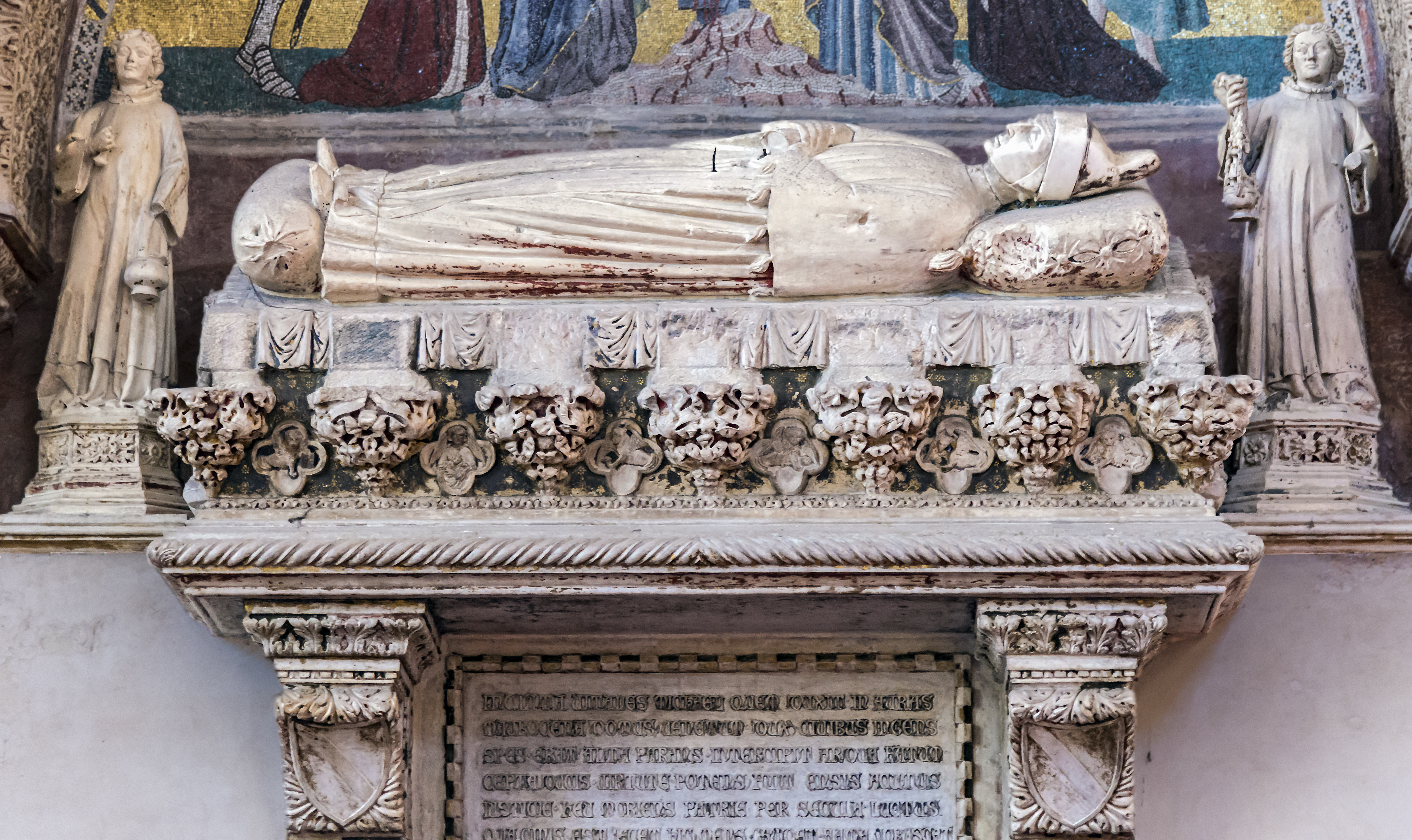
Michele Morosinis Grab in San Zanipolo

- 15. Oktober: Michele Morosini, Doge von Venedig (* um 1308)
- 21. Oktober: Bolko III., Herzog von Oppeln (* um 1330)
- 22. Oktober: Albrecht III. von Heßberg, Gegenbischof von Würzburg
- 09. November: Friedrich II. von Hoym, Bischof von Merseburg und Erzbischof von Magdeburg
- 27. November: Philipp van Artevelde, Anführer eines Bürgeraufstands in Gent (* 1340)
- 03. Dezember: Kraft von Hanau, Kleriker (* zw. 1315 u. 1320)

### Genaues Todesdatum unbekannt
- Frühjahr: Bernhard II., Herr zu Werle (* um 1320)
- al-Mansur Ali II., Sultan der Mamluken in Ägypten
- Aymar d’Aigrefeuille, französischer Adeliger (* 1325)
- Birutė, Großfürstin von Litauen
- Jean III. de Melun, Vizegraf von Melun, Graf von Tancarville und französischer Militär (* 1318)
- Kęstutis, Großfürst von Litauen und Ruthenien
- Kunigunde von Orlamünde, Gründerin und Äbtissin des Klosters Himmelsthron
- Luigi II. Gonzaga, Graf von Mantua (* 1334)
- Newaya Mariam, Kaiser von Äthiopien